# Adnet ao Vivo
Adnet Ao Vivo foi um talk show semanal produzido e exibido pela MTV Brasil, apresentado pelo humorista Marcelo Adnet que mescla jornalismo, interatividade e humor. O programa estreou no dia 17 de março de 2011 e seu último episódio foi exibido no dia 15 de dezembro de 2011. 

## O programa
O humorista debate com o público sobre os principais acontecimentos da última semana no mundo e na televisão. O programa também mostra o que as outras trechos de outros programas, de diversos canais, sendo que Marcelo Adnet dubla as cenas exibidas no telão. O telespectador pode interagir com o programa pelas redes sociais, como Twitter e Facebook e também por telefone.
A cada programa, Adnet recebe um convidado especial para ser entrevistado, mas que também ajuda a fazer o programa. A personalidade também é submetida ao Biômetro, onde ela tem de explicar em poucos segundos cada uma das imagens - que fazem parte de sua história - em sequência.

### Entrevistados
- Laerte[2]
- Bruna Surfistinha
- Charles Henrique
- Danilo Gentili[3]
- Amaury Jr.[4]
- Jorge Kajuru
- Marina Silva[5]
- José Trajano
- Vinicius Vieira
- Rafinha Bastos
- Emicida
- PC Siqueira
- Soninha Francine
- Jean Wyllys
- Marcelo Rubens Paiva
- Criolo
- Bola e Bolinha
- Bruna Lombardi e Carlos Alberto Ricelli
- Leandro Narloch
- Ellen Jabour
- Jacaré Banguela
- Bruno Mazzeo
- Max de Castro e wilson Simoninha
- Diogo Portugal
- Falcão
- Celso Portiolli
- Nando Olival e Laís Bodanzky
- Datena
- Rodrigo Capella e Marcelo Marrom
- Ary Toledo

### Participações Musicais
- Banda Vowe
- Cachorro Grande
- Móveis Coloniais de Acaju
- DJ Nyack
- Fresno
- Falamansa
- Dandan
- Chico Adnet
- Garotas Suecas
- Sabonetes
- Forgotten Boys
- Raimundos
- Ecos Falsos
- Apolônio
- Zafenate
- Defotos de Nossa Senhora de Aparecida
- Mombojó
- Del Rey
- Cine
- Teatro Mágico
- Soundtrack
- Miranda Kassin e Andre Frateschi